# 아주 사적인 여행
《아주 사적인 여행》은 KBS 1TV에서 매주 일요일 오후 9시 40분에 방송 중인 역사 여행 프로그램이다.

## 기획 의도
아는 것을 넘어 경험이 되는 아주 史적인 여행으로 제작하는 프로그램

## 방송 시간
| 방송 채널 | 방송 기간              | 방송 시간                                  |
| --------- | ---------------------- | ------------------------------------------ |
| KBS 1TV   | 2024년 5월 26일 ~ 현재 | 매주 일요일 오후 9시 40분 ~ 오후 10시 30분 |

## MC
- 박미선
- 심용환